# 伊藤俊之
伊藤 俊之（いとう としゆき、1999年8月10日 - ）は、長野県長野市出身のプロアイスホッケー選手。アジアリーグアイスホッケーのH.C.栃木日光アイスバックスに所属。
兄も同じくプロアイスホッケー選手である伊藤崇之。

## 経歴

### プロ入り前
両親の影響でアイスホッケーを始め、長野市や北佐久郡軽井沢町の軽井沢グリフィンズに所属。
高校は北海道の北海高校に進学し、大学は法政大学に進学する。

### プロ入りとアイスバックス時代
2021年12月30日に大学在学中ではあったが、福田充男と共にアジアリーグアイスホッケーのH.C.栃木日光アイスバックスに入団した。 
2023-2024シーズンはシーズン中の2023年12月に横浜市で開催された第91回全日本アイスホッケー選手権大会にアイスバックスの選手として参加。12月10日にKOSÉ新横浜スケートセンターで実施された決勝では、相手チームの東北フリーブレイズのゴールテンダーは兄の伊藤崇之であり、、アジアリーグ初のゴールテンダーとプレイヤーでの兄弟対決となった。最終的にアイスバックスが優勝を果たし、伊藤自身のプロ生活初の優勝を経験することになった。 

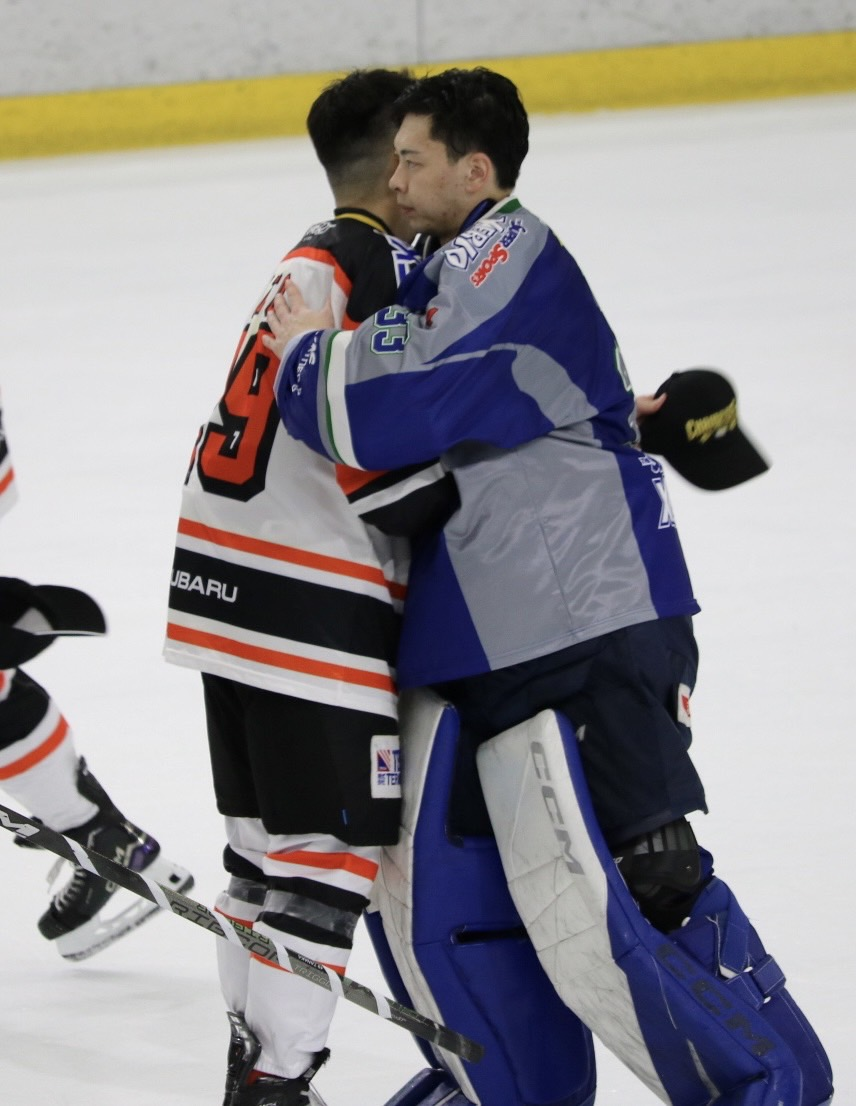
第91回全日本アイスホッケー選手権決勝にて

オフの2024年5月22日にアイスバックスと契約を更新した。

## 人物
極度の猫舌であるが、H.C.栃木日光アイスバックス入団するまで両親も知らなかった。
両親がこの事を知った際に「だからあの子は食べるのが遅いのか」と納得している。